# Lettera aperta agli hobbisti

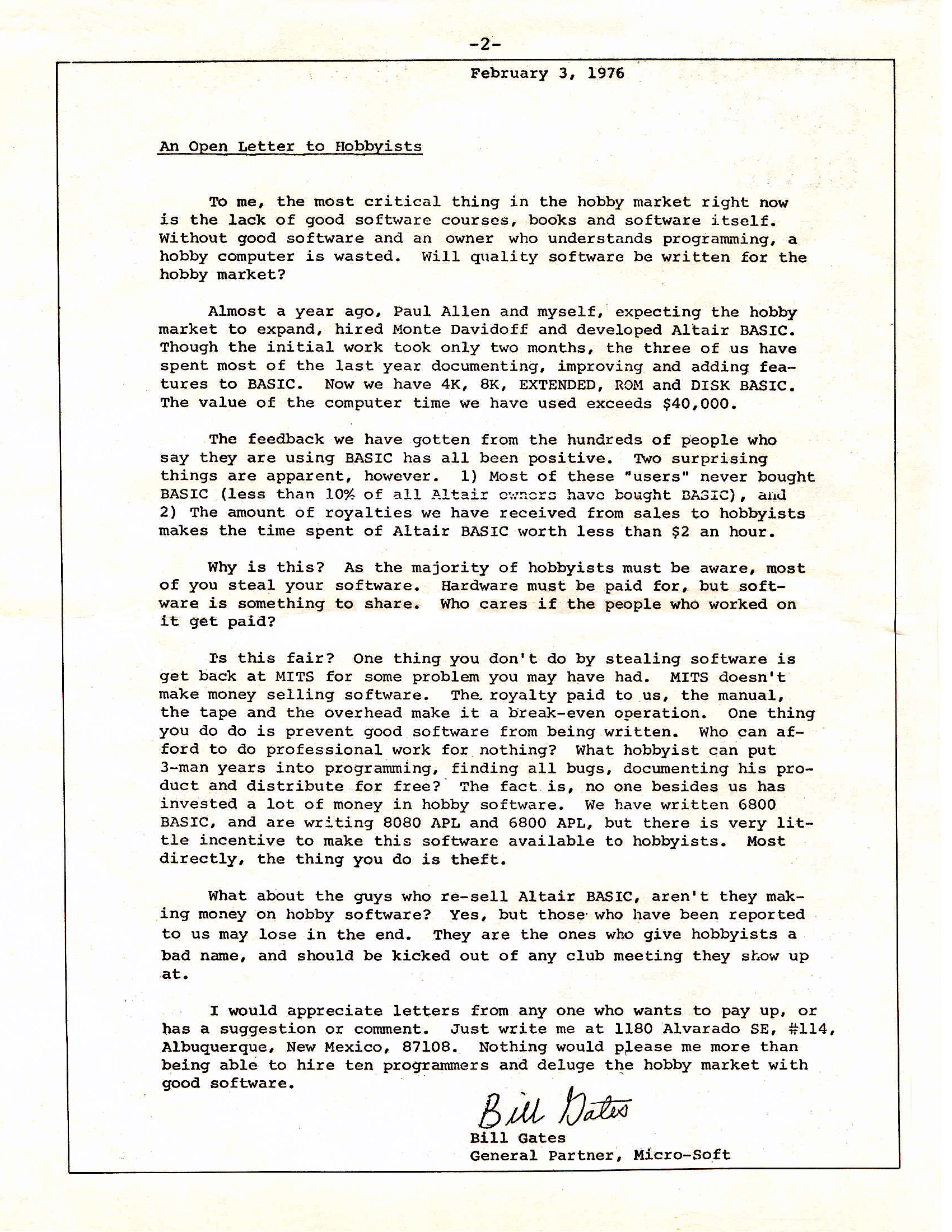
La lettera aperta agli hobbisti che Bill Gates scrisse ai membri dell'Homebrew Computer Club, pubblicata sulla newsletter del club nel mese di gennaio del 1976

La lettera aperta agli hobbisti (titolo originale: Open Letter to Hobbyists) fu una lettera aperta che Bill Gates, cofondatore di Microsoft, scrisse nel 1976 agli appassionati di computer esprimendo disappunto verso la crescente pirateria informatica, un'abitudine che si stava largamente diffondendo nella comunità degli hobbisti, con particolare riferimento ai danni cagionati alla sua società.
Nella lettera Gates esprimeva frustrazione circa il fatto che molti hobbisti usassero nei propri computer, senza averlo pagato, l'Altair BASIC sviluppato dalla sua società. Egli affermava che l'illecita pratica di copiare i programmi scoraggiava i programmatori dal continuare ad investire tempo e denaro nella creazione di software di qualità. Gates citava come fosse una cosa ingiusta il trarre vantaggio dal tempo speso, dalle fatiche e dal capitale investito dagli autori di un software che non si era pagato.
La lettera era genericamente indirizzata a tutta la comunità di hobbisti ma era in realtà direttamente rivolta ai membri dell'Homebrew Computer Club, un affiliato del quale aveva furtivamente sottratto una copia dell'Altair BASIC durante una delle presentazioni dell'Altair 8800 che la casa produttrice, Micro Instrumentation and Telemetry Systems (MITS), aveva tenuto nel 1975 in vari Stati degli USA ed aveva poi redistribuito il linguaggio agli altri membri del club.

## Altair BASIC
Nel 1974 Bill Gates aveva 19 anni ed era iscritto all'università di Harvard mentre Paul Allen, maggiore di due anni, lavorava a Boston presso la Honeywell. Entrambi videro sul numero di gennaio 1975 della rivista Popular Electronics, pubblicata in anticipo alla fine di novembre, la pubblicità del computer Altair 8800. Essi avevano scritto programmi in BASIC fin dai tempi della frequentazione delle scuole inferiori a Seattle ed avevano intuito che l'Altair era abbastanza potente per supportare un interprete di questo linguaggio.
Gates ed Allen volevano essere i primi ad offrire un interprete BASIC per l'Altair. Sfruttando gli strumenti di sviluppo che avevano creato per il loro precedente computer Traf-O-Data, una macchina basata sull'Intel 8008, iniziarono a lavorare al progetto.
Agli inizi di marzo Gates, Allen e Monte Davidoff, uno studente di Harvard amico di Gates che era stato ingaggiato per scrivere alcune porzioni di codice del loro BASIC, terminarono il loro interprete usando il PDP-10 dell'università. Si misero poi in contatto con Ed Roberts di MITS, il produttore degli Altair, e fissarono un incontro presso la sua sede ad Albuquerque, in Nuovo Messico. Con grande sorpresa di Roberts (e di Allen, che scrisse il bootloader dell'interprete sull'aereo che lo stava portando all'incontro), il software funzionava.
Roberts accettò di distribuire il BASIC di Allen e Gates. Allen si licenziò dalla Honeywell e fu assunto come vice presidente e responsabile software alla MITS con uno stipendio di 30.000 dollari annui; Gates, che continuò a frequentare l'università, fu inquadrato come consulente della società. La newsletter del mese di ottobre del 1975 di MITS lo indicava come "specialista software". Il 22 luglio 1975 MITS firmò il contratto con la neonata Micro-Soft, fondata da Allen e Gates per commercializzare il loro interprete. Essi ricevettero la somma di 3.000 dollari in contanti ed una royalty per ogni copia venduta del BASIC: 30$ per la versione da 4K, 35$ per quella da 8K e 60$ per la versione estesa. Il contratto poneva a 180.000 dollari la cifra massima che MITS avrebbe sborsato e dava, inoltre, il diritto a MITS di godere in esclusiva mondiale del BASIC per 10 anni. MITS offrì inoltre l'accesso ad un PDP-10 per sviluppare l'interprete.
Sul numero di aprile del 1975 della newsletter di MITS, Computer Notes, comparve un annuncio pubblicitario in cui veniva data la disponibilità dell'Altair BASIC. Per MITS, l'Altair 8800 era un prodotto che aveva un basso margine di profitto: il guadagno veniva dalla vendita degli accessori, quali le schede madri e le schede di input/output. Per questo motivo MITS offriva a prezzi interessanti dei pacchetti, alcuni dei quali comprendevano anche il BASIC: ad esempio, quando il cliente acquistava 2 schede di memoria da 4K ed 1 scheda di I/O, l'Altair BASIC 8K era offerto a soli 75$, contro un prezzo di listino di 500$ se acquistato singolarmente.
Per promuovere i suoi prodotti MITS acquistò un camper, il "MITS-Mobile", dove stipò la linea completa dei suoi prodotti ed iniziò un tour itinerante attraverso molti degli Stati dell'Unione.
L'Homebrew Computer Club fu uno dei primi club di appassionati di computer che si formarono negli Stati Uniti. Durante la sua prima seduta, nel marzo del 1975, Steve Dompier presentò l'Altair 8800 che aveva acquistato durante la sua visita allo stabilimento di MITS ad Albuquerque. Il 16 aprile 1975 Dompier annunciò agli altri membri del club di essere riuscito a far emettere ad una radio AM posta vicino al computer le note della canzone "Fool on the Hill" tramite del codice che girava sull'Altair 8800. Sul numero di luglio del 1975 di "Computer Notes" Gates descriveva la cosa come "il miglior programma dimostrativo mai visto per l'Altair", anche se non riusciva a capire come il computer potesse interagire con la radio (ciò era possibile per i disturbi elettromagnetici generati dal computer e controllati dai cicli di attesa del programma).

## "Ladri" e "parassiti"
Sul numero di giugno del 1975 dell'"Homebrew Computer Club Newsletter" c'era un breve resoconto della sosta che il MITS-Mobile aveva fatto a Palo Alto dal 5 al 6 giugno. Durante l'evento più di 150 appassionati erano giunti a vedere il nuovo "giocattolo elettronico".

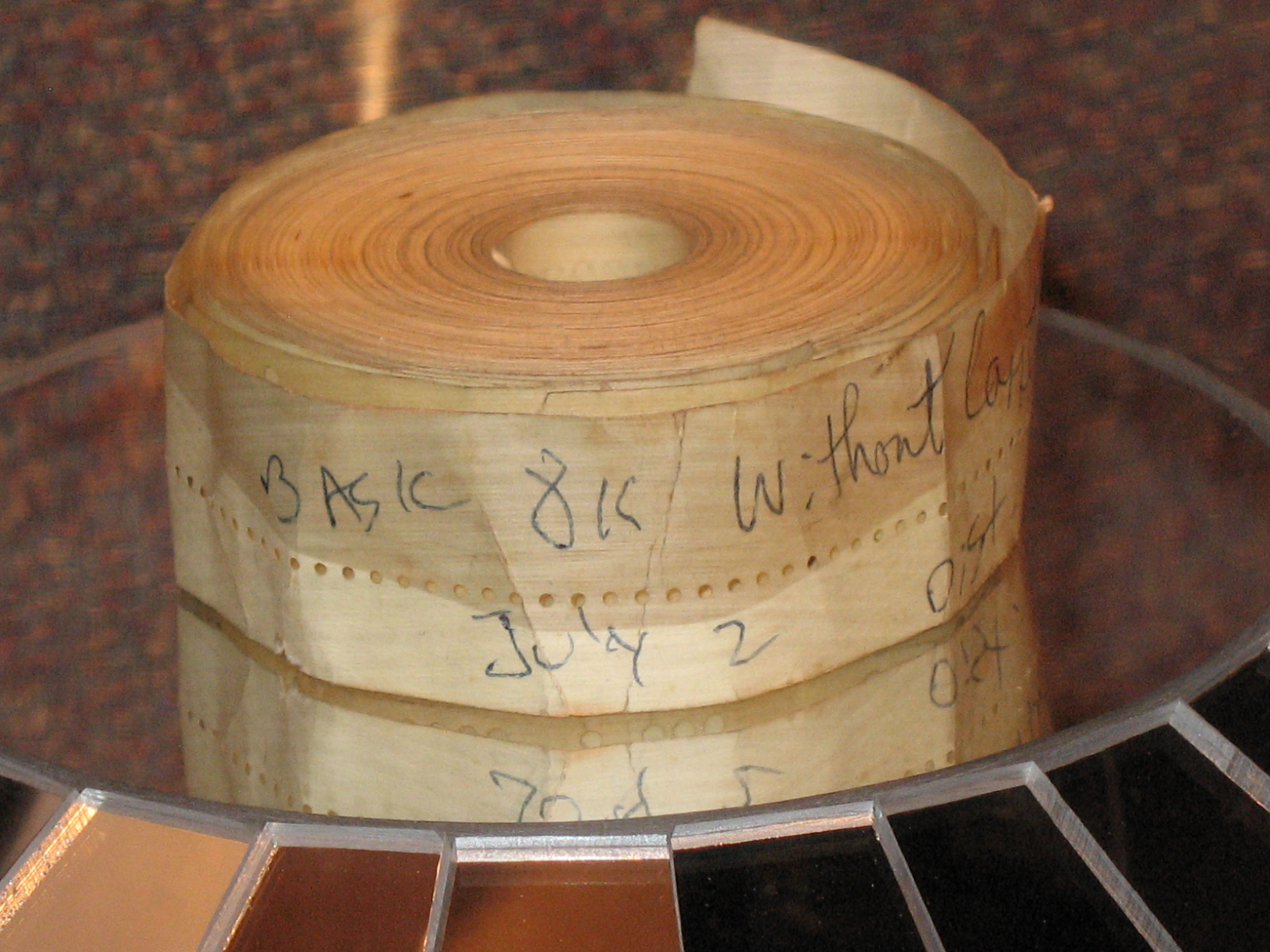
L'Altair 8K BASIC su nastro perforato, un supporto molto comune all'epoca, dato che i floppy disk erano ancora molto costosi.

Durante quell'evento un nastro perforato contenente una versione non ancora definitiva dell'Altair BASIC fu trafugato da Steve Dompier, che lo passò a Dan Sokol, che aveva accesso ad una perforatrice di nastri per la copia. All'incontro successivo dell'Homebrew Computer Club furono distribuite 50 copie dell'interprete ad altrettanti membri.
MITS offriva un sistema Altair completo di 2 schede di memoria DRAM da 4K l'una, una scheda seriale e l'Altair BASIC a 995$. Le schede di memoria di MITS, che costavano 264$, avevano però dei problemi di progettazione e non erano affidabili. Robert Mash, un membro dell'Homebrew Computer Club member, progettò allora delle schede di memoria SRAM da 4 KB che erano compatibili a livello di connessioni elettriche con l'Altair 8800, vendendole a 255$. Mash commercializzava le schede tramite la sua società, la Processor Technology, uno dei fornitori di schede compatibili Altair di maggior successo. A causa dei problemi delle schede di memoria di MITS, molti acquirenti dell'Altair 8800 evitavano i pacchetti ed acquistavano da MITS il solo computer, rivolgendosi poi a produttori terzi per acquistare schede di espansione più affidabili, ed usavano infine una copia pirata dell'Altair BASIC.
Ed Roberts ammise i problemi alle schede di memoria DRAM da 4K sul numero di ottobre del 1975 di "Computer Notes" e ne abbassò i prezzi da 264 a 195$, offrendo inoltre un rimborso di 50$ agli utenti che già l'avevano acquistata; anche il prezzo dell'Altair 8K BASIC fu ridotto, passando a 200$. Roberts rifiutò però la proposta di un lettore di offrire gratuitamente l'interprete BASIC agli acquirenti dell'Altair 8800 facendo notare che MITS aveva un contratto da 180.000$ di royalty con Micro-Soft. Concluse il suo editoriale precisando che «chiunque stesse usando una copia pirata del MITS BASIC doveva identificarsi per quello che era, un ladro». Le società che producevano le schede compatibili per l'Altair 8800 ricevettero invece questo commento: «Recentemente è apparso un certo numero di società parassite.»
Le schede di memoria SRAM di Processor Technology richiedevano molta più corrente delle schede di DRAM di MITS, per cui già con 2 o 3 di quelle espansioni l'alimentatore dell'Altair 8800 entrava in crisi. Howard Fullmer iniziò a vendere un alimentatore potenziato per l'Altair tramite una società che chiamò, provocatoriamente, "Parasitic Engineering". Fullmer in seguito contribuì con George Morrow, un altro membro dell'Homebrew Computer Club che vendeva accessori per l'Altair 8800, alla definizione dello standard per le schede compatibili Altair basate sul bus S-100, che fu ratificato come IEEE-696.
Nel 1976 comparvero molti cloni dell'Altair basati sul bus S-100, come l'IMSAI 8080 ed il Sol-20 di Processor Technology.

## La lettera aperta
Secondo l'accordo siglato, Micro-Soft riceveva una royalty per ogni copia del BASIC venduto da MITS, royalty che variava da 30 a 60 dollari a seconda della versione. Alla fine del 1975 MITS vendeva circa un migliaio di Altair al mese e solo qualche centinaio di copie di BASIC. C'erano però in cantiere altri progetti che necessitavano di ulteriori risorse: MITS stava infatti per mettere in commercio sia l'Altair 680B, un computer basato sul nuovo processore Motorola 6800, sia un'unità dischi per floppy da 8". Entrambi necessitavano del software per poter essere commercializzati: il primo richiedeva una versione del BASIC compatibile con il nuovo processore, il secondo del software per poter essere gestito dal computer. Gates ed Allen assunsero così Ric Weiland, un loro ex-compagno di scuola, per effettuare il porting del BASIC per Intel 8080 sul Motorola 6800. Gates decise anche di cercare di spiegare alla comunità di hobbisti il costo dello sviluppo di nuovo software.

David Bunnell, l'editore di "Computer Notes", era in sintonia con la posizione di Gates nei confronti della pirateria software. Prima di Gates e di Roberts, scrisse sul numero di settembre del 1975 della newsletter che «i clienti stavano rubando il software di MITS»:
(Bunnel David, "Computer Notes", settembre 1975)
La lettera di Gates si riallacciava a quanto scritto da Bunnel e da Roberts (che aveva definito "ladri" gli utenti che copiavano il MITS BASIC sul numero di ottobre di "Computer Notes") ma con un accento diverso su chi fosse danneggiato dall'attività di pirateria degli hobbisti, ossia la sua persona e non la sua società:
(Bill Gates, "An Open Letter to Hobbyist")
Il destinatario principale della lettera di Gates era l'Homebrew Computer Club: per tale motivo, oltre ad apparire su "Computer Notes", una copia della lettera fu spedita direttamente al club. Per essere sicuri che la lettera avesse maggior risalto, Bunnel si preoccupò di inviarla anche a tutte le maggiori riviste del settore della regione.
Nella lettera Gates menzionava che il suo gruppo stava facendo il porting per i processori 8080 e 6800 dell'APL, un linguaggio di programmazione in voga tra i programmatori degli anni settanta. L'APL utilizzava un insieme di caratteri basato sulle lettere dell'alfabeto greco che richiedeva speciali terminali per la loro visualizzazione. Molti terminali dei computer hobbistici non erano in grado di visualizzare le lettere minuscole, men che meno quelle greche. Nonostante Gates fosse affascinato dall'APL, Allen pensava che non avrebbero venduto il prodotto, per cui il suo sviluppo fu accantonato.

## Reazioni alla lettera aperta
La lettera colpì nel segno e le reazioni furono dure. Molti pensavano che il software dovesse essere distribuito con la macchina e se il metodo di distribuzione utilizzato non era gradito da Gates, questo era considerato un suo problema. Altri puntavano invece l'indice sul costo dello sviluppo del software.
Micro-Soft aveva già rivisto il meccanismo delle royalty: MITS avrebbe pagato una cifra di 31.200$ per una licenza non esclusiva del BASIC. Anche i contratti che in futuro Micro-Soft avrebbe stipulato per distribuire il suo BASIC con i Commodore PET, gli Apple II, i TRS-80 ed altri computer avrebbero visto l'uso di questo tipo di contratto basato sul pagamento di una licenza con un importo prefissato.
Lo sviluppo del software era fatto da Micro-Soft usando un PDP-10. Allen aveva sviluppato un simulatore in grado di riprodurre completamente un nuovo sistema: questo permetteva di scrivere il software prima che il computer fosse terminato. Gates ed Allen dovevano pagare il tempo che passavano su questo PDP-10 dato che, come tutti i mainframe dell'epoca, era messo a disposizione dei clienti con una formula di time-sharing che prevedeva dei costi in base al tempo ed alle risorse impiegate. Grazie a questo tipo di approccio il BASIC per il Motorola 6800 fu completato prima che l'Altair 680B fosse terminato. Questi erano i 40.000$ di costi di tempo di calcolo citati nella lettera da Gates.
Hal Singer di Micro-8 Newsletter pubblicò una lettera aperta a Ed Roberts. Singer insisteva sul fatto che MITS aveva promesso un computer da 395$ ma il costo di un sistema funzionante era di 1000$. Egli suggeriva inoltre una class action o un controllo da parte del Federal Trade Commission per false informative commerciali. Singer faceva anche presente che giravano voci che Bill Gates avesse sviluppato la prima versione del BASIC sfruttando il computer dell'università di Harvard, che era finanziato con fondi del Governo Americano. Chiedeva quindi perché i clienti dovessero pagare del software già pagato dai contribuenti.
Le accuse erano fondate. Gates, Allen e Davidoff avevano usato il PDP-10 dell'Harvard's Aiken Computer Center, un computer che era finanziato direttamente dal Dipartimento della Difesa attraverso il progetto DARPA. I responsabili del computer scoprirono con disappunto che Gates ad Allen (che oltretutto non era uno studente) avevano usato il PDP-10 per sviluppare un prodotto commerciale. L'accesso al PDP-10 era sotto il controllo del professor Thomas Cheatham, che pensava che gli studenti utilizzassero la macchina per un uso prettamente personale. Quando fu chiaro che Gates ed Allen stavano sfruttando il computer per interessi extra-universitari, la direzione di Harvard impose delle restrizioni per l'uso al computer ma al momento del fatto contestato l'uso del computer non era ancora regolato da nessuna disposizione in merito perciò non furono presi provvedimenti contro di loro. Gates fu però costretto a comprare delle quote di accesso ad un servizio commerciale di time-sharing per terminare il BASIC finché MITS non fornì loro la possibilità di accedere gratuitamente ad un PDP presente ad Albuquerque.
Jim Warren, membro dell'Homebrew Computer Club Member ed editore della rivista Dr. Dobb's Journal, annunciò sul numero di luglio del 1976 della newsletter "SIGPLAN Notices" pubblicata da Association for Computing Machinery del completamento del Tiny BASIC. Il Tiny BASIC era un dialetto del BASIC sviluppato per computer basati su microprocessori che richiedeva solo 2/3 KB di memoria. Il progetto era nato solo alla fine del 1975 ma la lettera aperta di Bill Gates aveva motivato molti hobbisti a parteciparvi e la collaborazione di queste persone aveva portato alla creazione di interpreti del Tiny BASIC per l'Intel 8080, il Motorola 6800 ed il MOS 6502. Il codice sorgente fu pubblicato sulla rivista "Dr. Doob's Journal" mentre chi voleva poteva acquistare una copia del software pronto per essere caricato per soli 5/10 dollari.
(Jim Warren, "SIGPLAN Notices" (luglio 1976))

## Riviste che pubblicarono la lettera
- Bill Gates, An Open Letter To Hobbyists, in Homebrew Computer Club Newsletter, vol. 2, n. 1, Homebrew Computer Club, 01/1976,  p. 2.
- Bill Gates, An Open Letter To Hobbyists, in Micro-8 Computer User Group Newsletter, vol. 2, n. 2, Cabrillo Computer Center, 10 febbraio 1976,  p. 1.
- Bill Gates, An Open Letter To Hobbyists, in Computer Notes, vol. 1, n. 9, MITS, 02/1976,  p. 3. URL consultato il 17 febbraio 2011 (archiviato dall'url originale il 30 luglio 2010).
- Bill Gates, An Open Letter To Hobbyists, in Minicomputer News, Benwill Publishing, 11 marzo 1976.
- Bill Gates, An Open Letter To Hobbyists, in People's Computer Company, vol. 4, n. 5, People's Computer Company, marzo/aprile 1976.
- Bill Gates, An Open Letter To Hobbyists, in Radio-Electronics, vol. 47, n. 5, Gernsback Publications, 05/1976,  pp. 14,16. URL consultato il 17 febbraio 2011 (archiviato dall'url originale il 29 gennaio 2019).

Alcune risposte alla lettera, compresa una dello stesso Bill Gates:
- Mike Hayes, Regarding Your Letter of February 3, in Homebrew Computer Club Newsletter, vol. 2, n. 2, Homebrew Computer Club, 02/1976,  p. 2.
- Harold L. Singer, An Open Letter to Ed Roberts, in Micro-8 Computer User Group Newsletter, vol. 2, n. 4, Cabrillo Computer Center, 28 marzo 1976,  p. 1.
- Bill Gates, A Second and Final Letter, in Computer Notes, vol. 1, n. 11, MITS, 04/1976,  p. 5 (archiviato dall'url originale il 30 novembre 2010).
- Art Childs, Interfacial, in SCCS Interface, vol. 1, n. 6, Southern California Computer Society, 05/1976,  pp. 2, 4. L'editore Art Childs parla della lettera che ha ricevuto dall'"autore dell'Altair BASIC" e della controversia sul software proprietario.
- Robert Wada, An Opinion on Software Marketing, in BYTE, vol. 1, n. 11, BYTE Publications, 07/1976,  pp. 90,91.
- Jim C. Warren, Correspondence, in SIGPLAN Notices, vol. 11, n. 7, ACM, 07/1976,  p. 1. Jim Warren, editore di "Dr. Dobbs Journal", descrive come il progetto del Tiny BASIC sia un'alternativa al "furto" del software da parte degli hoobisti.
- Calvin Moores, Are you an author?, in BYTE, vol. 1, n. 13, BYTE Publications, 09/1976,  pp. 18-22. Un articolo sulla legge sul copyright che affronta il problema sollevato dalla "Open Letter to Hobbyists".